# Wolaita Sodo
Wolaita Sodo o Wolayta Sodo (en amhárico; ወላይታ ሶዶ, Wolaytta: Wolaytta Sooddo) es una ciudad en el sur de Etiopía. La ciudad es un centro político y administrativo de la Zona de Wolaita y Región de Etiopía Meridional. Tiene una latitud y longitud de 6°54′N 37°45′E con una elevación entre 1.600 y 2.100 metros (5.200 y 6.900 pies) sobre el nivel del mar. Formaba parte de la antigua woreda de Sodo, que incluía Sodo Zuria, que la rodea por completo.

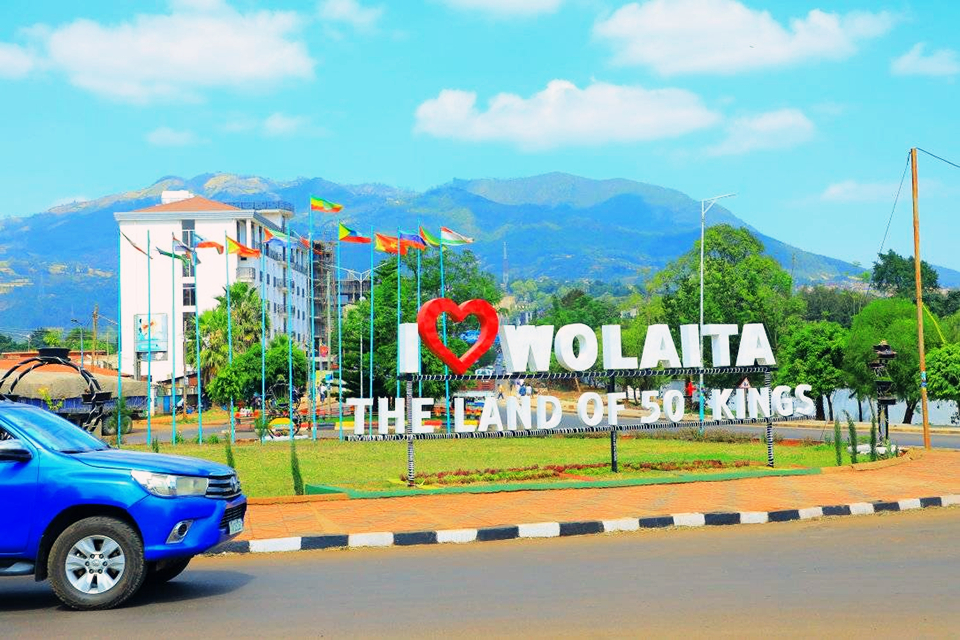
Rotonda de Tona

## Historia
A principios de la década de 1930, Wolayta Sodo fue descrita como la única localidad en el distrito de Wolaita que merecía ser llamada ciudad. Tenía un mercado los sábados, una línea telefónica a la capital y un correo semanal. Los británicos capturaron los restos de la 21.ª División, que habían escapado por el extremo norte del lago Abijatta. El botín incluía más de 4.000 oficiales y soldados, 6 tanques medianos, 4 tanques ligeros, 100 ametralladoras, municiones y suministros.
En 1958, Sodo era uno de los 27 lugares de Etiopía clasificados como municipio de primera clase. Entre 1965 y 1968 se estableció una sucursal del Banco Comercial de Etiopía.

## Demografía
Según la proyección de población para 2023 realizada por los Servicios Centrales de Estadística de Etiopía, esta ciudad tiene una población total de 213.467 habitantes, de los cuales 108.161 son hombres y 105.306 mujeres.